# Bruno Scelsi
Bruno Scelsi (Roubaix, 3 ottobre 1954) è un ex ultramaratoneta ed ex maratoneta francese.

## Biografia
Nel 1988 ha conquistato una medaglia di bronzo nei Campionati del mondo di 100 km, che ha invece vinto l'anno seguente; nel 1991, 1992 e 1993 ha nuovamente partecipato ai mondiali, concludendo però tutte queste partecipazioni con altrettanti ritiri. Nel 1992 ha invece conquistato una medaglia di bronzo sulla medesima distanza, ma ai campionati europei. Sempre su questa distanza è stato per quattro volte campione nazionale francese ed ha conquistato due secondi posti alla Notte delle Fiandre. Parallelamente all'attività come ultramaratoneta correva anche maratone, e nel corso degli anni '80 ha ottenuto anche alcune vittorie su questa distanza in gare corse in Francia (due volte ad Orleans ed Evry).
Il suo miglior risultato in carriera sui 100 km (6h27'08", ai campionati nazionali francesi del 1986), per quattro anni (fino al 1990) è stato record nazionale francese su questa distanza.

## Campionati nazionali
1985
- Oro ai campionati francesi di 100 km - 7h08'20"

1986
- Oro ai campionati francesi di 100 km - 6h27'08"

1987
- Oro ai campionati francesi di 100 km - 6h59'23"

1989
- Oro ai campionati francesi di 100 km - 6h47'06"

## Altre competizioni internazionali
1986
- Argento alla Notte delle Fiandre ( Torhout), 100 km - 6h28'22"

1988
- Argento alla Notte delle Fiandre ( Torhout), 100 km - 6h42'57"

1992
- 7º alla Notte delle Fiandre ( Torhout), 100 km - 6h53'16"